# الحلبة (فلم 2011)
الحلبة (بالإنجليزية: Arena) هو فيلم اكشن واثارة تم انتاجه في الولايات المتحدة وصدر سنة 2011 من بطولة كيلن لوتز وصامويل جاكسون

## القصة
عرض على الإنترنت اسمه (death games) يقوم بخطف الناس وجعلهم يتقاتلون حتى الموت على الهواء مباشرة لامتاع الملايين حول العالم يتم خطف بطل الفيلم ديفيد لورد ولكي يستعد حريته عليه ان يفوز على 10 اشخاص.

## الميزانية والإيرادات
كلفت ميزانية الفيلم 10 مليون دولار امريكي

## وصلات خارجية
- مقالات تستعمل روابط فنية بلا صلة مع ويكي بيانات

الحلبة على IMDB
الحلبة على Rotten Tomatoes